# Alan Dufty
Alan Rex Dufty (1947) è un ex atleta paralimpico australiano, che ha gareggiato nella categoria 1C/TW2.

## Biografia
Appassionato sportivo, ha praticato il rugby e il pugilato dilettantistico. Si è sposato nel 1970 e nel 1973, a causa di un incidente in motocicletta, è rimasto paraplegico. Dopo una difficile ripresa, ha trovato lavoro come custode in un parcheggio. Ha perseguito il suo sogno di diventare un atleta paralimpico e in tale veste ha partecipato a tre edizioni dei Giochi paralimpici estivi: Stoke Mandeville e New York 1984, Seul 1988 e Barcellona 1992. Durante l'attività agonistica e dopo il ritiro, si è impegnato per il benessere della comunità: partendo dai suoi problemi di disabile, ha contribuito a un programma per offrire case idonee a persone in età avanzata. Nel 1981, Anno del disabile, è stato girato un documentario sulla sua famiglia.
Alan Dufty ha gareggiato su tutte le distanze, dai 100 metri piani alla maratona. Ha vinto dieci medaglie paralimpiche: quattro individuali nel 1984 (200, 400, 800 metri piani e maratona); due individuali e due in staffetta nel 1988 (1500 metri piani e maratona, 4×100 e staffetta 4×200, gara non più disputata in seguito); due medaglie nelle staffette 4×100 e 4×400 nel 1992. L'atleta ha però dichiarato di aver vinto sei medaglie (due ori, due argenti e due bronzi) nel 1984 senza precisare le due specialità che completerebbero la sua dichiarazione. Questo ha portato a credere che anche nel 1984 abbia partecipato alle staffette, poiché l'Australia ha effettivamente conquistato un bronzo e un argento grazie alla categoria cui apparteneva Dufty, la 1A-1C.

## Le staffette del 1984
Nella fonte più accreditata e autonoma si riscontra un inconveniente a proposito delle staffette di atletica leggera: i singoli partecipanti non sono riportati nominalmente, salvo due eccezioni.Sono invece disponibili i tempi realizzati nelle varie competizioni. In tal modo restano sconosciuti i nomi di moltissimi atleti e prestazione e riconoscimento vanno automaticamente ai Paesi, ed è assai improbabile ricostruire la composizione dei team che gareggiarono.

## Palmarès
| Anno | Manifestazione     | Sede                      | Evento          | Risultato | Prestazione | Note |
| ---- | ------------------ | ------------------------- | --------------- | --------- | ----------- | ---- |
| 1984 | Giochi paralimpici | New York Stoke Mandeville | 200 m piani 1C  | Argento   | 44"70       |      |
| 1984 | Giochi paralimpici | New York Stoke Mandeville | 400 m piani 1C  | Oro       | 1'32"28     |      |
| 1984 | Giochi paralimpici | New York Stoke Mandeville | 800 m piani 1C  | Bronzo    | 3'01"37     |      |
| 1984 | Giochi paralimpici | New York Stoke Mandeville | Maratona 1C     | Oro       | 2h51'18"    |      |
| 1988 | Giochi paralimpici | Seul                      | 1500 m piani 1C | Bronzo    | 5'45"03     |      |
| 1988 | Giochi paralimpici | Seul                      | Maratona 1C     | Argento   | 2h21'39"    |      |
| 1988 | Giochi paralimpici | Seul                      | 4×100 1A-1C     | Argento   | 1'28"14     |      |
| 1988 | Giochi paralimpici | Seul                      | 4×200 m 1A-1C   | Bronzo    | 2'41"43     |      |
| 1992 | Giochi paralimpici | Barcellona                | 4×100 m TW1-2   | Argento   | 1'13"22     |      |
| 1992 | Giochi paralimpici | Barcellona                | 4×400 m TW1-2   | Bronzo    | 4'54"88     |      |